# Campionati africani di atletica leggera 2018 - 3000 metri siepi maschili
La specialità dei 3000 metri siepi maschili ai campionati africani di atletica leggera di Asaba 2018 si è svolta il 3 agosto allo Stadio Stephen Keshi.

## Risultati
| Class   | Atleta                 | Nazione   | Tempo   | Note |
| ------- | ---------------------- | --------- | ------- | ---- |
| Oro     | Conseslus Kipruto      | Kenya     | 8:26.37 |      |
| Argento | Soufiane El Bakkali    | Marocco   | 8:28.01 |      |
| Bronzo  | Getnet Wale            | Etiopia   | 8:30.87 |      |
| 4       | Amos Kirui             | Kenya     | 8:33.83 |      |
| 5       | Yemane Haileselassie   | Eritrea   | 8:36.58 |      |
| 6       | Hailemariyam Amare     | Etiopia   | 8:38.46 |      |
| 7       | Jigsa Tolosa           | Etiopia   | 8:42.14 |      |
| 8       | Mehari Tesfai          | Eritrea   | 8:44.12 |      |
| 8       | Mohamed Tindouft       | Marocco   | 8:44.12 |      |
| 10      | Hicham Sigueni         | Marocco   | 8:47.02 |      |
| 11      | Mohamed Ismail Ibrahim | Gibuti    | 8:48.25 |      |
| 12      | Siboniso Soldaka       | Sudafrica | 9:00.87 |      |
| N.D.    | Salem Attiaallah       | Egitto    | dns     |      |
| N.D.    | Kennedy Njiru          | Kenya     | dns     |      |